# Studentsko kulturno-umjetničko društvo »Ivan Goran Kovačić«
Studentsko kulturno-umjetničko društvo »Ivan Goran Kovačić« osnovano je 1948. godine u okviru Sveučilišta u Zagrebu.
U sklopu SKUD-a danas djeluju:
- Akademski zbor
- Folklorni ansambl
- Muški vokalni ansambl
- Akademski harmonikaški orkestar
- Studentsko kazalište i
- Grupa za međunarodni folklor (rekreativni odjel).

Društvo je osnivač i organizator književne manifestacije Goranovo proljeće.

## Folklorni ansambl
Folklorni ansambl okuplja stotinjak pjevača, plesača i tamburaša. Zbirka narodnih nošnji Društva broji gotovo 500 kompleta iz svih krajeva Hrvatske, dio kojih je i muzejske vrijednosti. Koreografije za folklorni ansambl pripremali su Đuro Adamović, Ivan Ivančan, Zvonimir Ljevaković, Goran Knežević, Branko Šegović, Branka Mikakić i ini. Prigodom šezdesete obljetnice djelovanja snimio je Ansambl dvostruki nosač zvuka, predloženog za Porina u kategoriji »Najbolji album folklorne glazbe«. Pjevači ansambla snimili su i nosač zvuka »O, mila Majko nebeska« s hodočasničkim (romarskim) marijanskim popijevkama.